# 小小乔
是2019年上映的多国合拍科幻惊悚片，由潔西卡·賀斯樂导演，杰拉丁·奥弗林和杰拉尔丁·巴贾德编剧，埃米莉·比彻姆、本·威士肖、克丽·福克斯、基特·康納、大卫·威尔莫特、菲尼克斯·布罗萨德、塞巴斯蒂安·胡尔克和琳賽·鄧肯主演。电影讲述植物培育员爱丽丝·伍达德与她培育的花朵“小小乔”的故事。影片入围第72屆坎城影展主竞赛单元，结果由埃米莉·比彻姆凭借该片夺得最佳女演员奖。

## 剧情
单亲妈妈爱丽丝·伍达德在一家植物开发公司担任高级培育员，负责培育各种新研发的花卉。爱丽丝同事贝拉苦心研发出一种耐寒植物，就算几个礼拜不照顾不施肥也能生存。就在这个时候，爱丽丝的团队也成功研发另一种花，虽然这种花需要细心照料，但还是让他们获得老板赏识。为了讨儿子开心，爱丽丝用儿子的名字给这种花命名，叫它“小小乔”（Little Joe），并把一株“小小乔”偷回家送给儿子。
来到新环境的小乔乔开始疯狂传粉，爱丽丝认为这可能是植物本身绝育所致。当天，贝拉的爱犬贝洛（Bello）失踪了。同事克里斯帮她寻狗的时候，不小心吸入了小小乔的花粉。后来克里斯跟爱丽丝到外面约会，在对方不情愿的情况下吻了她两次。
第二天，贝拉在实验室里找到贝洛，然而贝洛异常亢奋，疯狂攻击贝拉。在和爱丽丝聊天的时候，克里斯说贝拉有精神问题，曾经自杀未果，之后请了一年假，爱丽丝来公司工作前不久她才回来。后来爱丽丝得知贝拉将贝洛人道毁灭，贝洛跟爱丽丝说贝洛是被小小乔改变。
爱丽丝的儿子乔意外吸入小小乔的花粉，行为出现古怪。他和同学塞尔玛溜进实验室，偷走一株小小乔，之后还和母亲说准备要搬去父亲埃文那里住。爱丽丝对乔的古怪行为感到困惑，开始翻查花粉实验人员的实验录像，结果发现所有参与测试的家庭都出现行为古怪的现象。就在爱丽丝开始相信贝拉的猜测的时候，贝拉自行吸入小小乔的花粉，不再顾及之前因心理疾病患上的妄想症。
乔说自己和塞尔玛偷走了小小乔，拿小小乔给埃文授粉，从而开始相信爱丽丝说小小乔携带病毒，因为小小乔据说是用病毒培育的。不过所谓的病毒培育其实是个笑话，克里斯之前跟乔说爱丽丝的担忧时，曾这样开玩笑。在实验室，贝拉说自己从未吸入花粉，但还是假装很快乐，以显得自己吸粉上瘾，同时便于融入其他人。不久后，爱丽丝偷听到贝拉在和克里斯争执时摔下楼梯。
对于小乔乔可能存在的问题，爱丽丝的上司不以为然。看到上司不管不顾，爱丽丝决定亲手杀死小乔乔，以免其流入市场。她把实验室的温度调低，将小乔乔冻死，但遭克里斯阻挠，被一把推倒在地，还不小心吸入花粉。
后来爱丽丝执导小乔乔获得植物展大奖提名，有望在全球上市。克里斯就之前的暴力行为道歉，爱丽丝吻了她，说自己多虑了。爱丽丝批准乔搬去埃文家住，自己则和小小乔一起快乐地生活。

## 演员
- 埃米莉·比彻姆 饰 爱丽丝·伍达德（Alice Woodard）
- 本·威士肖 饰 克里斯（Chris）
- 克丽·福克斯 饰 贝拉（Bella）
- 基特·康納 饰 乔·伍达德（Joe Woodard）
- 大卫·威尔莫特（英语：David Wilmot (actor)） 饰 卡尔（Karl）
- 菲尼克斯·布罗萨德（Phénix Brossard）饰 里奇（Ric）
- 塞巴斯蒂安·胡尔克（Sebastian Hülk）饰 埃文（Ivan）
- 琳賽·鄧肯 饰 心理治疗师
- 洁西·梅·阿隆索（Jessie Mae Alonzo）饰 塞尔玛（Selma）
- 安德鲁·拉詹（Andrew Rajan）饰 加斯帕（Jasper）
- 珍妮·杜维茨基（英语：Janine Duvitski） 饰 埃莉诺（Eleanore）
- 戈兰·科斯蒂奇（英语：Goran Kostic） 饰 西米克先生（Mr. Simic）
- 利安娜·贝斯特（英语：Leanne Best） 饰 布列塔妮（Brittany）

## 发行

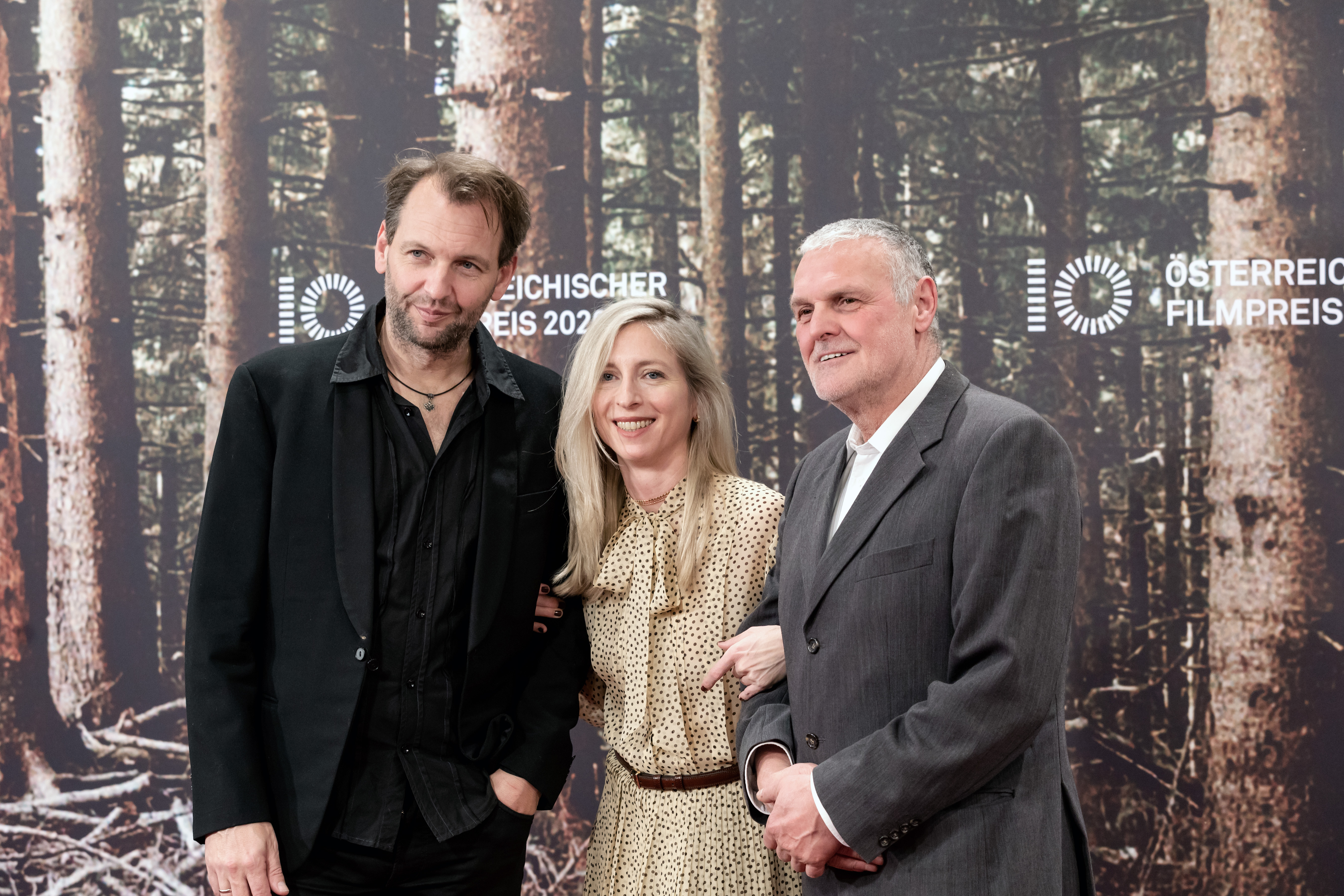
主创团队出席2020年奥地利电影节

影片于2019年5月17日在第72屆坎城影展全球首映。不久后，白玉兰影业和英国电影协会发行公司买下影片在美国和英国的发行权。影片定于2019年11月1日在奥地利上映，2019年12月6日美国上映，2020年1月9日德国上映，2020年2月21日英国上映。

## 反响
汇总媒体烂番茄收录128条评论，打出67%的新鲜度，平均得分6.4/10。网站共识写道：“《小乔乔》非正统的处理手法可能会让恐怖片粉丝对影片的设定感到困惑，但就如片名角色那样，结局着实令人毛骨悚然。”Metacritic收录25条评论，打出60/100的平均分，表示“褒贬不一或口碑平平”。